# Remus Truică
Remus Truică (n. 10 iulie 1970, Turburea, România) este un om de afaceri din România, fost șef de cabinet în Guvernul Năstase.

## Condamnare penală
La data de 17 decembrie 2020, omul de afaceri Remus Truică a fost condamnat la 7 ani de închisoare cu executare, în dosarul retrocedării ilegale a Fermei regale de la Băneasa. Decizia este definitivă și a fost pronunțată de instanța supremă, care a majorat pedepsele din prima instanță.